# Celiptera discissa
Celiptera discissa là một loài bướm đêm trong họ Erebidae.